# Freiberga

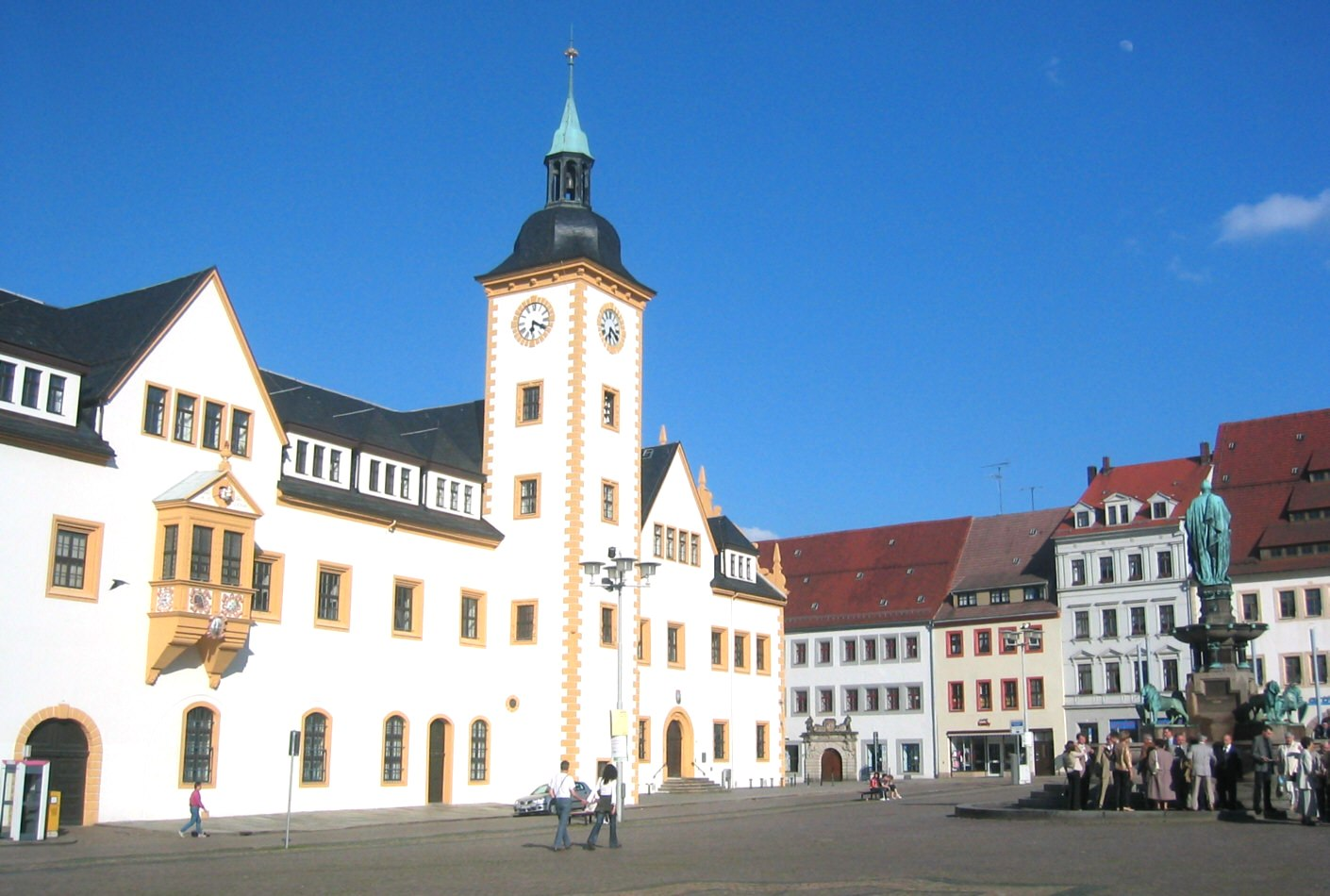
Freiberga, bairro de Obermarkt

Freiberga (em alemão: Freiberg) é uma cidade alemã da Saxônia, capital do distrito de Mittelsachsen. A sua população em 2005 era de 43 394 habitantes.
A cidade foi fundada em 1186, e tem sido um centro da indústria mineradora que explora as Montanhas Ferrosas (Erzgebirge) há séculos. Um símbolo dessa história é a Technische Universität Bergakademie Freiberg, fundada em 1765 e sendo assim a mais antiga universidade de mineração e metalurgia no mundo. Freiberga também tem uma notável catedral, a qual contém dois órgãos criados por Gottfried Silbermann. Além desses, há somente dois outros órgãos de Silbermann: um em Petrikirche e outro em Jacobikirche.
Em 1944, o campo de concentração de Flossenbürg supervisionou a construção de um subcampo nos arredores de Freiberga, o qual abrigou mais de 500 mulheres vindas doutros campos, incluso Auschwitz. Ao todo, por volta de cinquenta mulheres da SS trabalharam no campo até sua evacuação em abril de 1945. As mulheres sobreviventes foram remanejadas para o campo de concentração de Mauthausen, na Áustria.